# دیود جریان ثابت

نماد فنی دیود جریان ثابت

دیود جریان ثابت  (به انگلیسی: constant-current diode) این دیود که به آن دیود رگولاتور جریان (به انگلیسی: current-regulating diode) گفته میشود برعکس دیود زنر که ولتاژ را ثابت نگه می‌دارد، این دیود جریان را در یک مقدار معینی ثابت نگه می‌دارد. به عبارت دیگر از این دیود می‌توان به عنوان رگولاتور جریان استفاده کرد. دیود جریان ثابت همیشه در بایاس مستقیم به کار می‌رود. چون جریان ثابت این دیودها کم است، در مدارهایی به کار می‌روند که به جریان ثابت کمی نیاز دارند، باید توجه کرد که دیود جریان ثابت در جهت معکوس دارای ولتاژ شکست بسیار کم و در حدود ۱ ولت است بنابرین هیچ گاه نباید از آن در بایاس معکوس استفاده شود.

ساختار داخلی

ساختار داخلی این دیودها همانند یک ترانزیستور JFET کانال n که گیت به سورس آن اتصال کوتاه شده است می‌باشد و تشکیل یک قطعه دو سر به‌صورت را می‌دهد که مانند محدودکننده جریان یا منبع جریان عمل می‌کند. دیود 1N5312 یک دیود جریان ثابت است.